# Mistrovství Evropy v basketbalu žen 1985
20. mistrovství Evropy v basketbalu žen proběhlo v dnech 8. – 15. září v italských městech Vicenza a Treviso.
Turnaje se zúčastnilo 12 týmů, rozdělených do dvou šestičlenných skupin. První dvě družstva postoupila do semifinále. Týmy, které skončily na třetím a čtvrtém místě hrály o 5. - 8. místo a týmy na pátém a šestém místě hrály o 9. - 12. místo. Mistrem Evropy se stalo družstvo Sovětského svazu.

## Výsledky a tabulky

### Skupina A
|    |            | BUL   | TCH   | FRA   | YUG   | ROM   | NED   | V | P | Skóre   | B |
| 1. | Bulharsko  | ***   | 93:89 | 60:44 | 66:67 | 72:74 | 78:58 | 3 | 2 | 369:332 | 8 |
| 2. | ČSSR       | 89:93 | ***   | 71:65 | 82:79 | 50:79 | 65:64 | 3 | 2 | 359:380 | 8 |
| 3. | Francie    | 44:60 | 65:71 | ***   | 72:64 | 70:62 | 57:39 | 3 | 2 | 308:296 | 8 |
| 4. | Jugoslávie | 67:66 | 79:82 | 64:72 | ***   | 92:57 | 71:52 | 3 | 2 | 373:329 | 8 |
| 5. | Rumunsko   | 74:72 | 79:52 | 62:70 | 57:92 | ***   | 60:71 | 2 | 3 | 332:357 | 7 |
| 6. | Nizozemsko | 58:78 | 64:65 | 39:57 | 52:71 | 71:60 | ***   | 1 | 4 | 284:331 | 6 |

 Jugoslávie -  Rumunsko 92:57 (55:23)
8. září 1985 (16:00) – Vicenza
 Bulharsko -  Nizozemsko 78:58 (47:23)
8. září 1985 (19:00) – Vicenza
 ČSSR -  Francie 71:65 (39:34)
8. září 1985 (21:00) – Vicenza
 Rumunsko -  ČSSR 79:52 (42:29)
9. září 1985 (17:00) – Vicenza
 Francie - Nizozemsko 57:39 (30:14)
9. září 1985 (19:00) – Vicenza
 Jugoslávie -  Bulharsko 67:66 (37:33)
9. září 1985 (21:00) – Vicenza
 Francie - Rumunsko 70:62 (38:38)
10. září 1985 (17:00) – Vicenza
 Jugoslávie -  Nizozemsko 71:52 (33:22)
10. září 1985 (19:00) – Vicenza
 Bulharsko -  ČSSR 93:89 (53:47)
10. září 1985 (21:00) – Vicenza
 Nizozemsko -  Rumunsko 71:60 (41:25)
11. září 1985 (17:00) – Vicenza
 Bulharsko -  Francie 60:44 (32:24)
11. září 1985 (19:00) – Vicenza
 ČSSR -  Jugoslávie 82:79 (35:36)
11. září 1985 (21:00) – Vicenza
 Rumunsko -  Bulharsko 74:72 (41:35)
12. září 1985 (17:00) – Vicenza
 ČSSR -  Nizozemsko 65:64 (34:35)
12. září 1985 (19:00) – Vicenza
 Francie - Jugoslávie 72:64 (32:31)
12. září 1985 (21:00) – Vicenza

### Skupina B
|    |           | URS    | HUN   | ITA   | POL   | ESP    | BEL   | V | P | Skóre   | B  |
| 1. | SSSR      | ***    | 87:65 | 75:57 | 77:51 | 105:42 | 95:46 | 5 | 0 | 439:261 | 10 |
| 2. | Maďarsko  | 65:87  | ***   | 61:51 | 76:54 | 78:65  | 83:40 | 4 | 1 | 363:297 | 9  |
| 3. | Itálie    | 57:75  | 51:61 | ***   | 69:74 | 77:46  | 90:37 | 2 | 3 | 344:293 | 7  |
| 4. | Polsko    | 51:77  | 54:76 | 74:69 | ***   | 65:70  | 84:36 | 2 | 3 | 328:328 | 7  |
| 5. | Španělsko | 42:105 | 65:78 | 46:77 | 70:65 | ***    | 84:51 | 2 | 3 | 307:386 | 7  |
| 6. | Belgie    | 46:95  | 40:83 | 37:90 | 36:84 | 51:84  | ***   | 0 | 5 | 210:436 | 5  |

 Maďarsko -  Španělsko 78:65 (33:37)
8. září 1985 (16:00) – Treviso
 Polsko -  Belgie 84:36 (35:22)
8. září 1985 (19:00) – Treviso
 SSSR -  Itálie 75:57 (44:27)
8. září 1985 (21:00) – Treviso
 Maďarsko -  Polsko 76:54 (33:25)
9. září 1985 (17:00) – Treviso
 SSSR -  Belgie 95:46 (51:23)
9. září 1985 (19:00) – Treviso
 Itálie -  Španělsko 77:46 (36:24)
9. září 1985 (21:00) – Treviso
 SSSR -  Maďarsko 87:65 (48:34)
10. září 1985 (17:00) – Treviso
 Itálie -  Belgie 90:37 (45:15)
10. září 1985 (19:00) – Treviso
 Španělsko -  Polsko 70:65 (31:41)
10. září 1985 (21:00) – Treviso
 Španělsko -  Belgie 84:51 (44:28)
11. září 1985 (17:00) – Treviso
 SSSR -  Polsko 77:51 (39:22)
11. září 1985 (19:00) – Treviso
 Maďarsko -  Itálie 61:51 (32:24)
11. září 1985 (21:00) – Treviso
 SSSR -  Španělsko 115:42 (54:20)
12. září 1985 (17:00) – Treviso
 Maďarsko -  Belgie 83:40 (37:19)
12. září 1985 (19:00) – Treviso
 Polsko -  Itálie 74:69 (23:33)
12. září 1985 (21:00) – Treviso

### Semifinále
SSSR -  ČSSR 111:43 (57:15)
14. září 1985 (19:00)
 Bulharsko -  Maďarsko 73:67 (30:29)
14. září 1985 (21:00

### Finále
SSSR -  Bulharsko 103:69 (57:41)
15. září 1985 (21:00)

### O 3. místo
Maďarsko -  ČSSR 103:76 (52:30)
15. září 1985 (19:00)

### O 5. - 8. místo
Jugoslávie -  Itálie 83:71 (45:38)
14. září 1985 (19:00)
 Polsko -  Francie 59:57 (28:34)
14. září 1985 (15:00)

### O 5. místo
Jugoslávie -  Polsko 76:58 (36:31)
15. září 1985 (17:00)

### O 7. místo
Itálie -  Francie 63:55 (42:29)
15. září 1985 (15:00)

### O 9. - 12. místo
Španělsko -  Nizozemsko 56:44 (24:23)
14. září 1985 (9:30)
 Rumunsko -  Belgie 70:55 (48:28)
14. září 1985 (11:30)

### O 9. místo
Rumunsko -  Španělsko 93:73 (52:32)
15. září 1985 (11:30)

### O 11. místo
Nizozemsko -  Belgie 70:41 (22:17)
15. září 1985 (9:30)

## Konečné pořadí
| Pořadí           | Tým        | Z | V | P | Skóre   | B  |
| ---------------- | ---------- | - | - | - | ------- | -- |
| Zlatá medaile    | SSSR       | 7 | 7 | 0 | 663:373 | 14 |
| Stříbrná medaile | Bulharsko  | 7 | 4 | 3 | 511:502 | 11 |
| Bronzová medaile | Maďarsko   | 7 | 5 | 2 | 533:446 | 12 |
| 4.               | ČSSR       | 7 | 3 | 4 | 533:446 | 10 |
| 5.               | Jugoslávie | 7 | 5 | 2 | 532:458 | 12 |
| 6.               | Polsko     | 7 | 3 | 4 | 445:461 | 10 |
| 7.               | Itálie     | 7 | 3 | 4 | 478:431 | 10 |
| 8.               | Francie    | 7 | 3 | 4 | 420:418 | 10 |
| 9.               | Rumunsko   | 7 | 4 | 3 | 495:485 | 11 |
| 10.              | Španělsko  | 7 | 3 | 4 | 436:523 | 10 |
| 11.              | Nizozemsko | 7 | 2 | 5 | 398:428 | 9  |
| 12.              | Belgie     | 7 | 0 | 7 | 306:576 | 7  |